# Manufaktura v Potštejně
Manufaktura v Potštejně byla plátenická manufaktura založená v polovině 18. století. Nejvíce byla zaměřena na manufakturní výrobu plátna, později se zde vyráběly i jemné druhy plátna a tzv. tažné plátno, zvláště ubrusy a závoje. Manufakturní budovu dal vybudovat původem slezský šlechtic Jan Ludvík Harbuval Chamaré v obci Potštejn, v Královéhradeckém kraji.

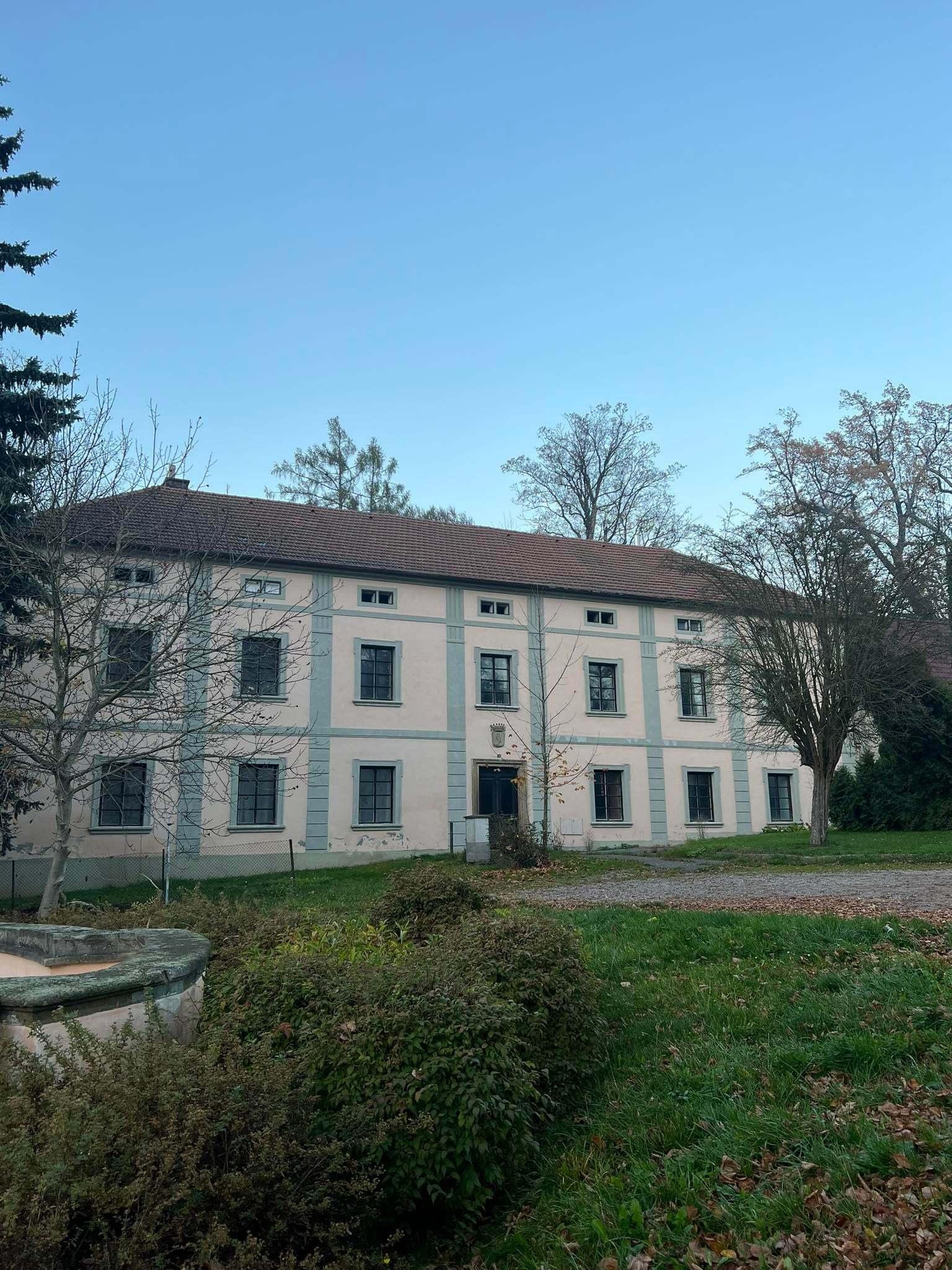
Budova bývalé manufaktury v Potštejně

## Jan Ludvík Harbuval Chamaré
Jan Ludvík Harbuval Chamaré přišel do Čech jako emigrant ze Slezska uprostřed slezských válek, které ovlivnily jeho život. Své statky ve Slezsku prodal a v roce 1746 koupil potštejnské panství. Zde nechal postavit barokní budovu zámku sloužící především jako rodinné sídlo. Později zámek sloužil i jako administrativní budova manufaktury.

## Počátek vzniku manufaktury
Jan Ludvík Harbuval Chamaré pocházel ze střediska slezského plátenictví, kde získal řadu zkušeností s textilní a plátenickou výrobou a její organizací. Upozornil na sebe prezidenta komerčního direktoria ve Vídni hraběte Rudolfa Chotka a již v roce 1754 byl jmenován komerčním radou. V této době také navázal Chamaré přátelství s Ottou Ludvíkem Loscanim, se kterým měli společné úsilí o nápravu a pozvednutí českého plátenictví. Od roku 1754 začal Chamaré rozvíjet svojí praktickou činnost budováním bělidel na svých panstvích a výstavbou císařského skladu plátna. O rok později v roce 1755 byl panovnicí Marií Terezií Chamaré jmenován ředitelem manufakturní výroby příze a plátna ve východních Čechách. Jeho úkolem bylo dohlížet na manufakturní výrobu v Chrudimském kraji. 

## Popis výrobního postupu
V potštejnské manufaktuře se praktikoval tento postup bělení plátna, pro již odkoupené plátno:
- nejdříve bylo plátno tři dny práno, aby se z něho odstranilo horkou vodou mazadlo

- poté šlo plátno na bělidlo, kde leželo tři dny za občasného polévání

- následně bylo dáno do velké kádě a namáčeno v louhu, který se získával z domácího popela a poléváním horkou vodou přes silné plátno, které bylo rozprostřeno nad kádí
- tímto zahřátým louhem bylo plátno dostatečně dlouho poléváno
- nakonec bylo plátno z kádě vyjmuto a rozprostřeno na bělidle
- tyto operace byly prováděny střídavě, tak dlouho až se plátno stalo zcela bílým

Když bylo bílení ukončeno, nastávaly další operace, u kterých se praktikoval tento postup:
- proces valchování, kdy se valchovalo za pomocí mýdlové vody, než se vyvalchovala všechna mýdlová voda a plátno získalo svoji obvyklou světlou a jasnou barvu
- následovalo škrobení a sušení plátna a dále také měření a odstřihování
- celý proces byl zakončen lisováním, popřípadě barvením a nakonec balením[3]

## Zaměstnanci
V manufaktuře pracovali odborníci ze Slezska a Saska. Za jejich vedení bylo vyrobeno plátno, které se vyrovnávalo slezskému, bylo levnější a mělo lepší vyhlídky odbytu. Vedle plátenického podniku vznikla i tkalcovská manufaktura. V Potštejně byly postaveny pro tkalce domy ve čtvrti zvaná Fabrika, kde tkalci bydleli i pracovali. Dále zde byla zřízena tkalcovská škola pro poddané z okolních panství, kteří se zde pod dohledem odborníků měli seznámit s lepšími způsoby předení a tkaní.
V potštejnské manufaktuře při bělidlech bylo 22 kádí a u jedné kádě pracovalo až 6 lidí. Podle těchto dokladů bělilo plátno zhruba 135 zaměstnanců. Dále zde pracovali zaměstnanci, kteří plátno valchovali, mandlovali, barvili, lisovali a balili. Jejich počet neznáme, ale jednalo se o poměrně velký podnik, který byl skutečnou manufakturou.

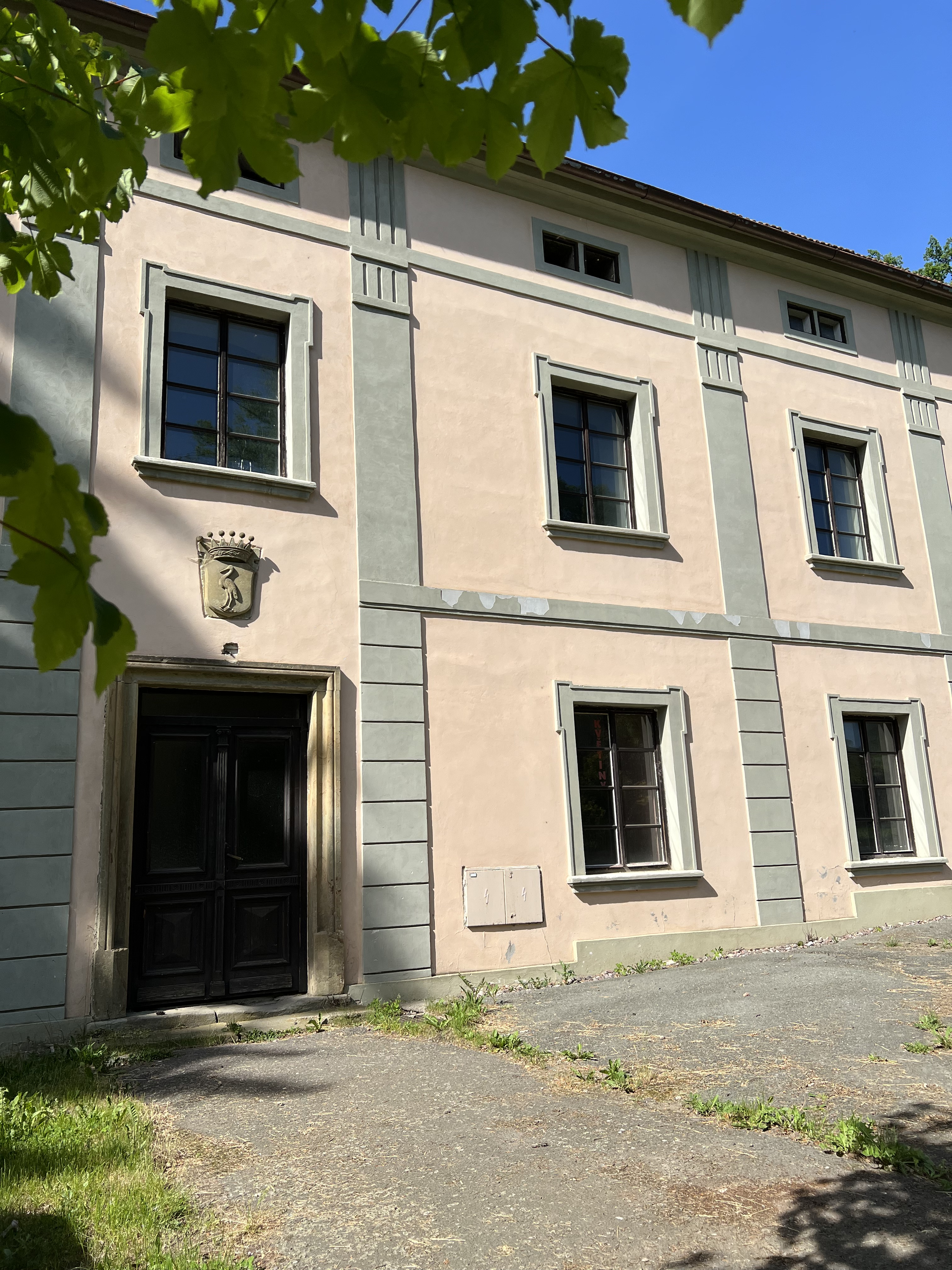
Průčelí bývalé manufakturní budovy v Potštejně

## Vývoz a odbyt
Většina dodávek z potštejnské manufaktury byla vyvážena do zahraničí. Nejdříve bylo plátno odesíláno z Potštejna do Vídně, kde bylo přejímání hrabětem Rudolfem Chotkem. Následně bylo zasíláno do Terstu, kde se nacházel císařsko-královský sklad, odtud bylo plátno dále rozesíláno různým firmám. Brzy po vzniku podniku byly navázány styky s firmou U. A. Kennedy Wellens ve Fiume, která se následně stala odběratelem potštejnského plátna. Firma Kennedy Wellens zaslala potštejnské plátno i do Severní Ameriky, kde se setkalo s velkým úspěchem. To mělo za následek, že dva obchodní domy v New Yorku a Filadelfii dospěly k závěru, že je pro ně výhodnější kupovat plátno české než holandské.
Vedle hlavního zaměření na zahraniční trhy, měl potštejnský podnik plnit také zakázky pro tuzemsko, zejména pro vystrojení armády. Drobnými zákazníky v Potštejně byla také šlechta z okolních panství, úřednictvo nebo duchovní.

## Úpadek manufaktury
Hrabě Jan Ludvík Harbuval Chamaré zemřel v roce 1764. Jeho syn Jan Antonín Harbuval Chamaré, který podnik vedl, se pokoušel v letech 1766 a 1767 zavést na potštejnské panství výrobu bavlněných tkanin. Bavlnářská výroba se v Potštejně nerozvinula, a tak kvetoucí manufaktura upadla.